# Frank Weber
Frank Weber (Bielefeld, 12 de març de 1963) va ser un ciclista alemany que s'especialitzà en la modalitat de tàndem. Va guanyar dues medalles, una d'elles d'or, als Campionats del món d'aquesta especialitat. Va participar en els Jocs Olímpics de Seül de 1988.

## Palmarès
- 1984
  -  Campió del món en Tàndem (amb Hans-Jürgen Greil)
  -  Campió d'Alemanya en Tàndem (amb Hans-Jürgen Greil)
- 1985
  -  Campió d'Alemanya en Tàndem (amb Hans-Jürgen Greil)
- 1986
  -  Campió d'Alemanya en Tàndem (amb Hans-Jürgen Greil)
- 1987
  -  Campió d'Alemanya amateur en Velocitat
  -  Campió d'Alemanya en Tàndem (amb Hans-Jürgen Greil)
- 1988
  -  Campió d'Alemanya en Tàndem (amb Hans-Jürgen Greil)
- 1989
  -  Campió d'Alemanya en Tàndem (amb Hans-Jürgen Greil)